# Giro di Svizzera 2021
Il Giro di Svizzera 2021, ottantaquattresima edizione della corsa e valido come ventiduesima prova dell'UCI World Tour 2021 categoria 2.UWT, si svolse in otto tappe dal 6 al 13 giugno 2021 su un percorso di 1 025,2 km, con partenza da Frauenfeld e arrivo a Andermatt, in Svizzera. La vittoria fu appannaggio dell'ecuadoriano Richard Carapaz, il quale completò il percorso in 24h44'01", alla media di 41,450 km/h, precedendo il colombiano Rigoberto Urán e il danese Jakob Fuglsang.
Sul traguardo di Andermatt 124 ciclisti, su 160 partiti da Frauenfeld, portarono a termine la competizione.

## Tappe
| Tappa  | Data      | Percorso                                        | km      | Vincitore di tappa   | Leader cl. generale  |
| ------ | --------- | ----------------------------------------------- | ------- | -------------------- | -------------------- |
| 1ª     | 6 giugno  | Frauenfeld > Frauenfeld (cron. individuale)     | 10,9    | Stefan Küng          | Stefan Küng          |
| 2ª     | 7 giugno  | Neuhausen am Rheinfall > Lachen                 | 173     | Mathieu van der Poel | Stefan Küng          |
| 3ª     | 8 giugno  | Lachen > Pfaffnau                               | 185     | Mathieu van der Poel | Mathieu van der Poel |
| 4ª     | 9 giugno  | Sant'Urban > Gstaad                             | 171     | Stefan Bissegger     | Mathieu van der Poel |
| 5ª     | 10 giugno | Gstaad > Leukerbad                              | 172     | Richard Carapaz      | Richard Carapaz      |
| 6ª     | 11 giugno | Fiesch > Disentis-Sedrun                        | 130,1   | Andreas Kron         | Richard Carapaz      |
| 7ª     | 12 giugno | Disentis-Sedrun > Andermatt (cron. individuale) | 23,2    | Rigoberto Urán       | Richard Carapaz      |
| 8ª     | 13 giugno | Andermatt > Andermatt                           | 160     | Gino Mäder           | Richard Carapaz      |
| Totale | Totale    | Totale                                          | 1 025,2 |                      |                      |

## Squadre e corridori partecipanti
| N.      | Cod. | Squadra                |
| ------- | ---- | ---------------------- |
| 1-7     | IGD  | Ineos Grenadiers       |
| 11-17   | DQT  | Deceuninck-Quick Step  |
| 21-27   | TJV  | Jumbo-Visma            |
| 31-37   | UAD  | UAE Team Emirates      |
| 41-47   | AFC  | Alpecin-Fenix          |
| 51-57   | BOH  | Bora-Hansgrohe         |
| 61-67   | TFS  | Trek-Segafredo         |
| 71-77   | TBV  | Bahrain Victorious     |
| 81-87   | ACT  | AG2R Citroën Team      |
| 91-97   | MOV  | Movistar Team          |
| 101-107 | ISN  | Israel Start-Up Nation |
| 111-117 | BEX  | Team BikeExchange      |

| N.      | Cod. | Squadra                  |
| ------- | ---- | ------------------------ |
| 121-127 | AST  | Astana-Premier Tech      |
| 131-137 | GFC  | Groupama-FDJ             |
| 141-147 | COF  | Cofidis                  |
| 151-157 | TQA  | Team Qhubeka Assos       |
| 161-167 | LTS  | Lotto Soudal             |
| 171-177 | TDE  | Total Direct Énergie     |
| 181-187 | DSM  | Team DSM                 |
| 191-197 | EFN  | EF Education-Nippo       |
| 201-207 | IWG  | Intermarché-Wanty-Gobert |
| 211-217 | RLY  | Rally Cycling            |
| 221-227 | CHE  | Svizzera                 |

## Dettagli delle tappe

### 1ª tappa
- 6 giugno: Frauenfeld > Frauenfeld – Cronometro individuale – 10,9 km

Risultati
| Pos. | Corridore        | Squadra    | Tempo  |
| ---- | ---------------- | ---------- | ------ |
| 1    | Stefan Küng      | Groupama   | 12'00" |
| 2    | Stefan Bissegger | EF         | a 4"   |
| 3    | Mattia Cattaneo  | Deceuninck | a 12"  |

| Pos. | Corridore        | Squadra    | Tempo  |
| ---- | ---------------- | ---------- | ------ |
| 1    | Stefan Küng      | Groupama   | 12'00" |
| 2    | Stefan Bissegger | EF         | a 4"   |
| 3    | Mattia Cattaneo  | Deceuninck | a 12"  |

### 2ª tappa
- 7 giugno: Neuhausen am Rheinfall > Lachen – 173 km

Risultati
| Pos. | Corridore       | Squadra | Tempo    |
| ---- | --------------- | ------- | -------- |
| 1    | M. van der Poel | Alpecin | 4h12'30" |
| 2    | M. Schachmann   | Bora    | a 1"     |
| 3    | Wout Poels      | Bahrain | a 4"     |

| Pos. | Corridore          | Squadra    | Tempo    |
| ---- | ------------------ | ---------- | -------- |
| 1    | Stefan Küng        | Groupama   | 4h24'52" |
| 2    | Julian Alaphilippe | Deceuninck | a 1"     |
| 3    | M. Schachmann      | Bora       | a 2"     |

### 3ª tappa
- 8 giugno: Lachen > Pfaffnau – 185 km

Risultati
| Pos. | Corridore          | Squadra    | Tempo    |
| ---- | ------------------ | ---------- | -------- |
| 1    | M. van der Poel    | Alpecin    | 4h24'26" |
| 2    | Christophe Laporte | Cofidis    | s.t.     |
| 3    | Julian Alaphilippe | Deceuninck | s.t.     |

| Pos. | Corridore          | Squadra    | Tempo    |
| ---- | ------------------ | ---------- | -------- |
| 1    | M. van der Poel    | Alpecin    | 8h49'14" |
| 2    | Julian Alaphilippe | Deceuninck | a 1"     |
| 3    | Stefan Küng        | Groupama   | a 4"     |

### 4ª tappa
- 9 giugno: Sant'Urban > Gstaad – 171 km

Risultati
| Pos. | Corridore        | Squadra  | Tempo    |
| ---- | ---------------- | -------- | -------- |
| 1    | Stefan Bissegger | EF       | 3h46'21" |
| 2    | Benjamin Thomas  | Groupama | s.t.     |
| 3    | Joey Rosskopf    | Rally    | s.t.     |

| Pos. | Corridore          | Squadra    | Tempo     |
| ---- | ------------------ | ---------- | --------- |
| 1    | M. van der Poel    | Alpecin    | 12h40'51" |
| 2    | Julian Alaphilippe | Deceuninck | a 1"      |
| 3    | Stefan Küng        | Groupama   | a 4"      |

### 5ª tappa
- 10 giugno: Gstaad > Leukerbad – 172 km

Risultati
| Pos. | Corridore       | Squadra | Tempo    |
| ---- | --------------- | ------- | -------- |
| 1    | Richard Carapaz | Ineos   | 4h01'52" |
| 2    | Jakob Fuglsang  | Astana  | s.t.     |
| 3    | Michael Woods   | Israel  | a 39"    |

| Pos. | Corridore       | Squadra | Tempo     |
| ---- | --------------- | ------- | --------- |
| 1    | Richard Carapaz | Ineos   | 16h42'50" |
| 2    | Jakob Fuglsang  | Astana  | a 26"     |
| 3    | M. Schachmann   | Bora    | a 38"     |

### 6ª tappa
- 11 giugno: Fiesch > Disentis-Sedrun – 130,1 km

Risultati
| Pos. | Corridore      | Squadra | Tempo    |
| ---- | -------------- | ------- | -------- |
| 1    | Andreas Kron   | Lotto   | 3h14'52" |
| 2    | Rui Costa      | UAE     | s.t.     |
| 3    | H. Pernsteiner | Bahrain | a 1"     |

| Pos. | Corridore       | Squadra | Tempo     |
| ---- | --------------- | ------- | --------- |
| 1    | Richard Carapaz | Ineos   | 20h00'31" |
| 2    | Jakob Fuglsang  | Astana  | a 26"     |
| 3    | M. Schachmann   | Bora    | a 38"     |

### 7ª tappa
- 12 giugno: Disentis-Sedrun > Andermatt – Cronometro individuale – 23,2 km

Risultati
| Pos. | Corridore          | Squadra    | Tempo  |
| ---- | ------------------ | ---------- | ------ |
| 1    | Rigoberto Urán     | EF         | 36'02" |
| 2    | Julian Alaphilippe | Deceuninck | a 40"  |
| 3    | Gino Mäder         | Bahrain    | a 54"  |

| Pos. | Corridore          | Squadra    | Tempo     |
| ---- | ------------------ | ---------- | --------- |
| 1    | Richard Carapaz    | Ineos      | 20h37'27" |
| 2    | Rigoberto Urán     | EF         | a 17"     |
| 3    | Julian Alaphilippe | Deceuninck | a 39"     |

### 8ª tappa
- 13 giugno: Andermatt > Andermatt – 159,5 km

Risultati
| Pos. | Corridore       | Squadra    | Tempo    |
| ---- | --------------- | ---------- | -------- |
| 1    | Gino Mäder      | Bahrain    | 4h06'25" |
| 2    | Michael Woods   | Israel     | s.t.     |
| 3    | Mattia Cattaneo | Deceuninck | a 9"     |

| Pos. | Corridore       | Squadra | Tempo     |
| ---- | --------------- | ------- | --------- |
| 1    | Richard Carapaz | Ineos   | 24h44'01" |
| 2    | Rigoberto Urán  | EF      | a 17"     |
| 3    | Jakob Fuglsang  | Astana  | a 1'15"   |

## Evoluzione delle classifiche
| Tappa              | Vincitore            | Classifica generale Maglia gialla | Classifica a punti Maglia nera | Classifica scalatori Maglia marrone | Classifica giovani Maglia azzurra | Classifica a squadre  |
| ------------------ | -------------------- | --------------------------------- | ------------------------------ | ----------------------------------- | --------------------------------- | --------------------- |
| 1ª                 | Stefan Küng          | Stefan Küng                       | Stefan Küng                    | non assegnato                       | Stefan Bissegger                  | EF Education-Nippo    |
| 2ª                 | Mathieu van der Poel | Stefan Küng                       | Stefan Küng                    | Tom Bohli                           | Neilson Powless                   | Deceuninck-Quick Step |
| 3ª                 | Mathieu van der Poel | Mathieu van der Poel              | Mathieu van der Poel           | Nickolas Zukowsky                   | Neilson Powless                   | Deceuninck-Quick Step |
| 4ª                 | Stefan Bissegger     | Mathieu van der Poel              | Mathieu van der Poel           | Nickolas Zukowsky                   | Neilson Powless                   | EF Education-Nippo    |
| 5ª                 | Richard Carapaz      | Richard Carapaz                   | Mathieu van der Poel           | Esteban Chaves                      | Lucas Hamilton                    | Deceuninck-Quick Step |
| 6ª                 | Andreas Kron         | Richard Carapaz                   | Stefan Bissegger               | Antonio Nibali                      | Andreas Leknessund                | Deceuninck-Quick Step |
| 7ª                 | Rigoberto Urán       | Richard Carapaz                   | Stefan Bissegger               | Antonio Nibali                      | Andreas Leknessund                | Deceuninck-Quick Step |
| 8ª                 | Gino Mäder           | Richard Carapaz                   | Stefan Bissegger               | Michael Woods                       | Eddie Dunbar                      | Jumbo-Visma           |
| Classifiche finali | Classifiche finali   | Richard Carapaz                   | Stefan Bissegger               | Michael Woods                       | Eddie Dunbar                      | Jumbo-Visma           |

Maglie indossate da altri ciclisti in caso di due o più maglie vinte
- Nella 2ª tappa Mattia Cattaneo ha indossato la maglia nera al posto di Stefan Küng.
- Nella 3ª tappa Mathieu van der Poel ha indossato la maglia nera al posto di Stefan Küng.
- Nella 4ª tappa Stefan Küng ha indossato la maglia nera al posto di Mathieu van der Poel.
- Nella 5ª tappa Stefan Bissegger ha indossato la maglia nera al posto di Mathieu van der Poel.

## Classifiche finali

### Classifica generale - Maglia gialla
| Pos. | Corridore       | Squadra      | Tempo     |
| ---- | --------------- | ------------ | --------- |
| 1    | Richard Carapaz | Ineos        | 24h44'01" |
| 2    | Rigoberto Urán  | EF           | a 17"     |
| 3    | Jakob Fuglsang  | Astana       | a 1'15"   |
| 4    | M. Schachmann   | Bora         | a 1'19"   |
| 5    | Michael Woods   | Israel       | a 2'55"   |
| 6    | D. Pozzovivo    | Qhubeka      | a 3'16"   |
| 7    | Rui Costa       | UAE          | a 3'43"   |
| 8    | Sam Oomen       | Jumbo        | a 4'16"   |
| 9    | Mattia Cattaneo | Deceuninck   | a 4'39"   |
| 10   | Esteban Chaves  | BikeExchange | a 5'33"   |

### Classifica a punti - Maglia nera
| Pos. | Corridore        | Squadra    | Punti |
| ---- | ---------------- | ---------- | ----- |
| 1    | Stefan Bissegger | EF         | 21    |
| 2    | Mattia Cattaneo  | Deceuninck | 20    |
| 3    | Richard Carapaz  | Ineos      | 18    |
| 4    | Gino Mäder       | Bahrain    | 18    |
| 5    | Stefan Küng      | Groupama   | 16    |

### Classifica scalatori - Maglia marrone
| Pos. | Corridore        | Squadra  | Punti |
| ---- | ---------------- | -------- | ----- |
| 1    | Michael Woods    | Israel   | 29    |
| 2    | David de la Cruz | UAE      | 29    |
| 3    | Sergio Samitier  | Movistar | 29    |
| 4    | Antonio Nibali   | Trek     | 28    |
| 5    | Wout Poels       | Bahrain  | 24    |

### Classifica giovani - Maglia azzurra
| Pos. | Corridore       | Squadra | Tempo     |
| ---- | --------------- | ------- | --------- |
| 1    | Eddie Dunbar    | Ineos   | 24h50'16" |
| 2    | Neilson Powless | EF      | a 1'39"   |
| 3    | Andreas Kron    | Lotto   | a 7'26"   |
| 4    | A. Leknessund   | DSM     | a 11'12"  |
| 5    | Stefan de Bod   | Astana  | a 12'03"  |

### Classifica a squadre
| Pos. | Squadra             | Tempo     |
| ---- | ------------------- | --------- |
| 1    | Jumbo-Visma         | 62h00'10" |
| 2    | Bahrain Victorious  | a 1'07"   |
| 3    | Astana-Premier Tech | a 1'51"   |
| 4    | Ineos Grenadiers    | a 3'16"   |
| 5    | EF Education-Nippo  | a 11'31"  |